# 奧斯塔德科拉耶村
奧斯塔德科拉耶村（波斯語：‎），是伊朗吉兰省阿姆拉什县中央區北阿姆拉什鄉的村。2006年人口普查顯示該村有158个家庭，人口为521人。